# Comuna Pravdîne, Bilozerka
Pravdîne (în ucraineană Правдине) este o comună în raionul Bilozerka, regiunea Herson, Ucraina, formată din satele Kirove, Nova Zorea și Pravdîne (reședința).

## Demografie
Componența lingvistică a comunei Pravdîne
     Ucraineană (92,46%)
     Rusă (4,56%)
     Alte limbi (0,68%)
Conform recensământului din 2001, majoritatea populației comunei Pravdîne era vorbitoare de ucraineană (92,46%), existând în minoritate și vorbitori de rusă (4,56%) și armeană (2,17%).